# Осиновка (приток Малой Сумы)
Осиновка — канал («осушительная канава») в Новосибирской области России. Впадает в Малую Суму слева на расстоянии 56 км от устья. Протяжённость реки — 36 км Протекает через Осиновский посёлок..

## Данные водного реестра
По данным государственного водного реестра России река относится к Верхнеобскому бассейновому округу, речной бассейн реки — Бессточная область междуречья Оби и Иртыша, речной подбассейн реки — отсутствует. Водохозяйственный участок — Бассейн озера Чаны и водные объекты до границы с бассейном Иртыша,
Код водного объекта — 13020000512015200052951.